# Amanda Hopmans
Amanda Hopmans (Goirle, 1976. március 11. –) holland teniszezőnő. 1994-ben kezdte profi pályafutását, nyolc egyéni és tizenegy páros ITF-torna győztese. Legjobb egyéni világranglista-helyezése hetvenkettedik volt, ezt 1999 novemberében érte el.

## Eredményei Grand Slam-tornákon

### Egyéniben
| Torna           | 2001   | 2000   | 1999   |
| --------------- | ------ | ------ | ------ |
| Australian Open | 1. kör | 1. kör | -      |
| Roland Garros   | 1. kör | 1. kör | 1. kör |
| Wimbledon       | -      | 1. kör | 2. kör |
| US Open         | 1. kör | 1. kör | 2. kör |

## Külső hivatkozások
- Amanda Hopmans profilja a WTA oldalán (angolul)
- Amanda Hopmans profilja az ITF oldalán (angolul)
- Amanda Hopmans profilja a Billie Jean King-kupa oldalán (angolul)